# Pesca d'arrossegament pelàgica

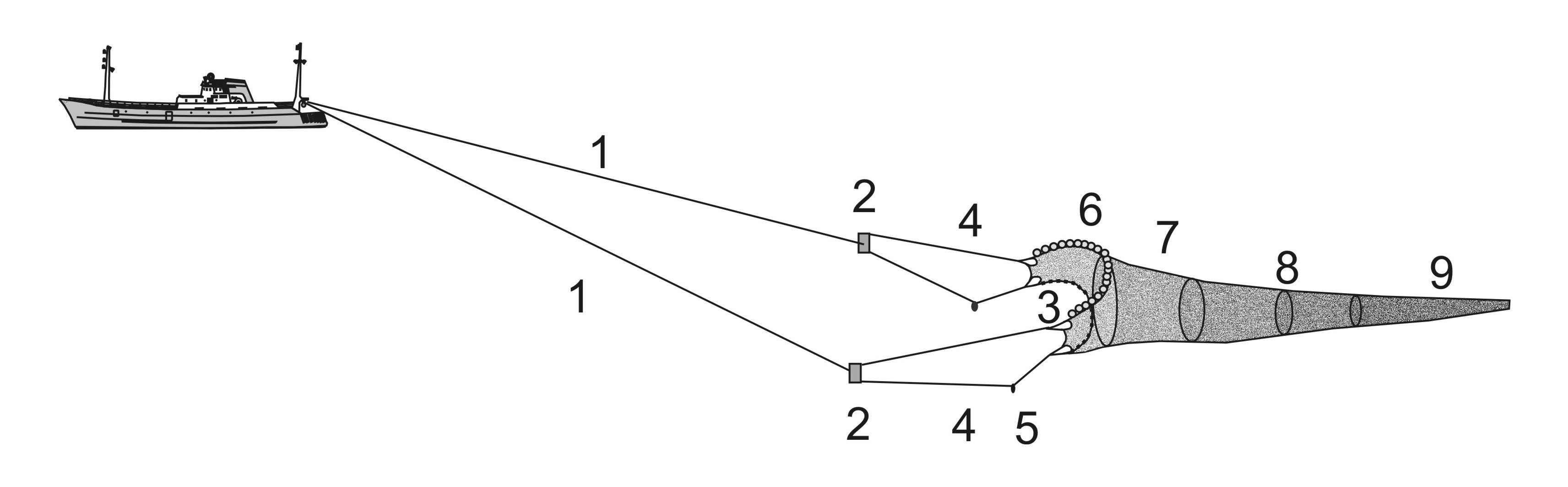
Xarxa d'arrossegament pelàgica

La pesca d'arrossegament pelàgica o pesca d'arrossegament a profunditat intermèdia és la pesca d'arrossegament que es duu a terme a una profunditat intermèdia a la columna d'aigua. Contrasta amb la pesca d'arrossegament bentònica. En la pesca d'arrossegament pelàgica, una xarxa amb forma de con pot ser arrossegada per una sola nau i oberta per una porta d'arrossegament. Alternativament, pot ser arrossegada per dues naus (arrossegament en parella), que actuen com a dispositiu d'obertura.
Serveix per atrapar animals pelàgics, com ara anxoves, gambes, tonyines i verats, mentre que la pesca d'arrossegament bentònica captura peixos demersals i animals semipelàgics, com ara bacallans, sípies, halibuts i sebàstids.
La pesca d'arrossegament pelàgica té un menor impacte sobre el fons marí que la bentònica.